# Ferenc Nagy (homme politique)
Pour les articles homonymes, voir Ferenc Nagy et Nagy.
Ferenc Nagy (né le 8 octobre 1903, mort le 12 juin 1979) est une personnalité politique hongroise. Il est premier ministre de Hongrie en 1946-1947.

## Biographie
Né dans une famille paysanne, il travaille comme travailleur manuel. Il rejoint le parti civique indépendant des petits propriétaires et des travailleurs agraires en 1932 et en devient secrétaire national. En 1939 il est élu député. En 1944 la Gestapo l'arrête et l'incarcère. Il s'échappe de prison et milite dans la clandestinité contre les fascistes pro-nazis hongrois. En 1945 il est nommé ministre de la reconstruction puis ministre de la défense. À la suite de la victoire du parti des petits propriétaires aux élections législatives, il est choisi pour être premier ministre le 2 février 1946 par le président de la république Zoltán Tildy. Son gouvernement de coalition constitué avec les communistes, le parti des petits propriétaires indépendants, les démocrates sociaux et les nationaux paysans vise à établir des relations amicales avec le Royaume-Uni, l'URSS et les États-Unis. Il accepte les demandes des communistes en lançant un programme de nationalisation et un contrôle d'état sur les grandes banques. Alors qu'il a pendant les premiers mois de pouvoir réussi à préserver un équilibre politique entre conservateurs et communistes, la coalition tend à se fissurer au cours des mois, avec les exigences plus grandes des communistes vers plus de socialisme. La crise politique est ouverte.
Le 5 janvier 1947, le ministre de l'intérieur communiste László Rajk annonce qu'il a découvert un complot contre-révolutionnaire pour installer une nouvelle coalition. Béla Kovacs, secrétaire général du parti des petits propriétaires, suspecté d'en être le leader, est arrêté et déporté en URSS. Le 29 mai 1947, les communistes profitent des vacances de Nagy en Suisse pour lui lancer un ultimatum : soit rester en Suisse, soit être accusé de trahison s'il revenait en Hongrie. Il choisit de s'exiler aux États-Unis en juin 1947. En 1956, pendant l'insurrection de Budapest, il rédige un programme politique et tente de nouer des contacts avec le Parti indépendant des petits propriétaires en Hongrie mais l'écrasement du soulèvement populaire rend vain ses efforts. Il abandonne la politique dans les années 1960. Il donne des conférences dans les universités et écrit, tout en s'occupant d'une ferme de vaches laitières.
Il a contribué à faire revenir en Hongrie la Couronne de saint Étienne volée par les fascistes, reprise par l'armée américaine et déposée à Fort Knox. Celui qui a déclaré, quand il était aux affaires, que « l'heure est venue d'exprimer toute sa gratitude au Généralissime Staline, pour avoir libéré la Hongrie, fait souffler un vent de liberté sur la vie politique du pays»  meurt en juin 1979 en Virginie.